# Ташхир
Ташхир — особый вид позорного публичного наказания, употреблявшийся в Индии во времена Великих Моголов и состоявший в том, что преступника сажали, вычернив ему лицо, верхом на осла задом наперёд и таким образом провозили по всем улицам города.
В современной Саудовской Аравии ташхир — судебная защита от клеветы и публикации порочащих репутацию сведений.